# Филмографија Мерил Стрип
Мерил Стрип је америчка глумица која је има обимну каријеру у филму, телевизији и позоришту. На позорници је дебитовала 1975. године у продукцији Trelawny of the Wells у извођењу Јавног позоришта у Њујорку. Током 1970-их играла је неколико улога на позорници, а за улогу у комаду 27 Wagons Full of Cotton (1976) номинована је за награду Тони. Године 1977. дебитовала је на филму са кратком улогом уз Џејн Фонду у филму Џулија. Споредна улога у ратној драми Ловац на јелене (1978) донела јој је први пробој у каријери, као и прву номинацију за Оскара. Већ следеће године освојила је ту награду за улогу проблематичне супруге у драми Крамер против Крамера (1979). Године 1978. тумачила је лик Немице, аријевке, удате за Јеврејина у нацистичкој Немачкој, у телевизијској мини-серији Holocaust, за коју је добила награду Еми.
Стрип се наметнула као водећа глумица Холивуда током 1980-их. Играла је двоструке улоге у драми Жена француског поручника (1981) и тумачила лик пољске преживеле жртве Холокауста у филму Софијин избор (1982), за који је награђена Оскаром за најбољу глумицу. Глумила је активисткињу Карен Силквуд у драми Мајка Николса Силквуд(1983), а затим у свом најуспешнијем филму деценије, романтичној драми Моја Африка (1985), у којој је тумачила данску списатељицу Карен Бликсен. Након 1985. године, њена каријера пролазила је кроз период релативног опадања, јер су је бројни критичари оптуживали за склоност ка мелодраматичним улогама, упркос покушајима да промени типичне улоге у комедијама Ђаволица (1989) и Смрт јој лепо стоји (1992).
Године 1995. глумила је уз Клинта Иствуда несрећно удату жену у филму Мостови округа Медисон, који је био њен највећи критички и комерцијални успех деценије. Иако су њене драме касних деведесетих имале мешовите критике, похваљена је за улогу пацијента са раком у филму Права ствар (1998). Имала је запажене улоге у филмовима из 2002. Адаптација и Сати, а наредне године освојила је други Еми за телевизијску мини-серију Анђели у Америци.
Већи успех вратио се 2006. године, са улогом номинованом за Оскара као немилосрдне уреднице модног часописа у комично-драмском филму Ђаво носи Праду. То је довело до улога у неколико високобуџетних филмова, укључујући романтичну комедију Мама миа! (2008), њен комерцијално најуспешнији филм, и комедију-драму Џули и Џулија (2009), у којој је тумачила Џулију Чајлд. Ове улоге поново су оживеле њену каријеру.
Њено тумачење Маргарет Тачер у биографском филму Челична лејди (2011) донело јој је још један Оскар за најбољу глумицу. Додатне номинације за Оскара добила је за главне улоге у филмовима Август у округу Осејџ (2013), Зачарана шума (2014), Славна Флоренс (2016) и Доушник (2017), чиме је поставила рекорд за највише номинација у историји међу глумцима и глумицама.

## Филм
| Година | Наслов                                               | Улога                      | Напомена                                                 | Реф.            |
| ------ | ---------------------------------------------------- | -------------------------- | -------------------------------------------------------- | --------------- |
| 1977.  | Џулија                                               | Ен Мари                    |                                                          | [ 29 ]          |
| 1978.  | Ловац на јелене                                      | Линда                      |                                                          | [ 30 ]          |
| 1979.  | Менхетн                                              | Џил                        |                                                          | [ 31 ]          |
| 1979.  | Завођење Џоа Тинана                                  | Карен Трејнор              |                                                          | [ 32 ]          |
| 1979.  | Крамер против Крамера                                | Џоана Крамер               |                                                          | [ 33 ]          |
| 1981.  | Жена француског поручника                            | Сара / Ана                 |                                                          | [ 34 ]          |
| 1982.  | У тишини ноћи                                        | Брук Рејнолдс              |                                                          | [ 35 ]          |
| 1982.  | Софијин избор                                        | Софија „Софи“ Завистовски  |                                                          | [ 36 ]          |
| 1983.  | Силквуд                                              | Карен Силквуд              |                                                          | [ 37 ]          |
| 1984.  | Заљубљивање                                          | Моли Гилмор                |                                                          | [ 38 ]          |
| 1985.  | Обиље                                                | Сузан                      |                                                          | [ 39 ]          |
| 1985.  | Моја Африка                                          | Карен Бликсен              |                                                          | [ 40 ]          |
| 1986.  | Љубавна бољка                                        | Рејчел                     |                                                          | [ 41 ]          |
| 1987.  | Челични коров                                        | Хелен Арчер                |                                                          | [ 42 ]          |
| 1988.  | Плач у тами                                          | Линди Чемберлејн           |                                                          | [ 43 ]          |
| 1989.  | Ђаволица                                             | Мери Фишер                 |                                                          | [ 44 ]          |
| 1990.  | Разгледнице из пакла                                 | Сузан Вејл                 |                                                          | [ 45 ]          |
| 1991.  | У одбрану живота свог                                | Џулија                     |                                                          | [ 46 ]          |
| 1991.  | Age 7 in America                                     | наратор                    | документарни филм                                        | [ 47 ]          |
| 1992.  | Смрт јој пристаје                                    | Медлин Ештон               |                                                          | [ 48 ]          |
| 1993.  | Кућа чудних душа                                     | Клара Чумбабуа             |                                                          | [ 49 ]          |
| 1994.  | Дивља река                                           | Гејл Хартман               |                                                          | [ 50 ]          |
| 1995.  | The Living Sea                                       | наратор                    | документарни филм                                        | [ 51 ]          |
| 1995.  | Мостови округа Медисон                               | Франческа Џонсон           |                                                          | [ 17 ]          |
| 1996.  | Пре и после                                          | Керолајн Рајан             |                                                          | [ 49 ]          |
| 1996.  | Марвинова соба                                       | Ли                         |                                                          | [ 52 ]          |
| 1998.  | Права ствар                                          | Кејт Гулден                |                                                          | [ 53 ]          |
| 1998.  | Плес у Лугхнаси                                      | Кејт Манди                 |                                                          | [ 54 ]          |
| 1999.  | Музика срца                                          | Роберта Гаспари            |                                                          | [ 55 ]          |
| 1999.  | Ginevra's Story                                      | наратор                    | документарни филм                                        | [ 56 ]          |
| 2001.  | Вештачка интелигенција                               | плава вила                 | гласовна улога                                           | [ 57 ]          |
| 2002.  | Адаптација                                           | Сузан Орлин                |                                                          | [ 58 ]          |
| 2002.  | Сати                                                 | Клариса Воган              |                                                          | [ 59 ]          |
| 2003.  | Stuck on You                                         | себе                       | непотписани камео                                        | [ 60 ]          |
| 2004.  | Манџурски кандидат                                   | Еленор Шо                  |                                                          | [ 61 ]          |
| 2004.  | Серија несрећних догађаја Лемонија Сникета           | ујна Џозефина              |                                                          | [ 62 ]          |
| 2005.  | Туђе је слађе                                        | Лиза                       |                                                          | [ 63 ]          |
| 2005.  | Stolen Childhoods                                    | наратор                    | документарни филм                                        | [ 64 ]          |
| 2006.  | Кућни пријатељ из прерије                            | Јоланда Џонсон             |                                                          | [ 65 ]          |
| 2006.  | The Music of Regret                                  | жена                       | кратки филм                                              | [ 66 ]          |
| 2006.  | Hurricane on the Bayou                               | наратор                    | документарни кратки филм                                 |                 |
| 2006.  | Ђаво носи Праду                                      | Миранда Пристли            |                                                          | [ 67 ]          |
| 2006.  | Лукас у свету мрава                                  | мрачна краљица             | гласовна улога; анимирани филм                           | [ 68 ]          |
| 2007.  | Тамна материја                                       | Џоен Силвер                |                                                          | [ 69 ]          |
| 2007.  | Предвечерје                                          | Лила Рос                   |                                                          | [ 70 ]          |
| 2007.  | Незванична истрага                                   | Корин Вајтман              |                                                          | [ 71 ]          |
| 2007.  | Глинени голубови                                     | Жанин Рот                  |                                                          | [ 72 ]          |
| 2008.  | Mamma Mia!                                           | Дона Шеридан               |                                                          | [ 73 ]          |
| 2008.  | Сумња                                                | Алојшис Бувије             |                                                          | [ 74 ]          |
| 2009.  | Џули и Џулија                                        | Џулија Чајлд               |                                                          | [ 75 ]          |
| 2009.  | Фантастични господин Лисац                           | гђа. Лисац                 | гласовна улога; анимирани филм                           | [ 76 ]          |
| 2009.  | Компликовано је                                      | Џејн Адлер                 |                                                          | [ 77 ]          |
| 2010.  | Higglety Pigglety Pop! or There Must Be More to Life | Џени                       | гласовна улога; кратки филм                              | [ 78 ]          |
| 2011.  | Челична дама                                         | Маргарет Тачер             |                                                          | [ 79 ]          |
| 2012.  | To the Arctic 3D                                     | наратор                    | документарни филм                                        | [ 80 ]          |
| 2012.  | Зачин за брак                                        | Кеј                        |                                                          | [ 81 ]          |
| 2013.  | Wings of Life                                        | наратор                    | документарни филм                                        | [ 82 ]          |
| 2013.  | Girl Rising                                          | наратор                    |                                                          | [ 83 ]          |
| 2013.  | A Fierce Green Fire                                  | наратор                    |                                                          | [ 84 ]          |
| 2013.  | Out of Print                                         | наратор                    |                                                          | [ 85 ]          |
| 2013.  | Август у округу Осејџ                                | Вајолет Вестон             |                                                          | [ 86 ]          |
| 2014.  | Давалац                                              | Старији шеф                |                                                          | [ 87 ]          |
| 2014.  | The Homesman                                         | Алта Картер                |                                                          | [ 88 ]          |
| 2014.  | Зачарана шума                                        | вештица                    |                                                          | [ 89 ]          |
| 2015.  | Ricki and the Flash                                  | Ricki Rendazzo             |                                                          | [ 90 ]          |
| 2015.  | Суфражеткиња                                         | Емелин Панкхерст           |                                                          | [ 91 ]          |
| 2015.  | Shout Gladi Gladi                                    | наратор                    | документарни филм                                        | [ 92 ]          |
| 2016.  | Славна Флоренс                                       | Флоренс Фостер Џенкинс     |                                                          | [ 93 ]          |
| 2017.  | We Rise                                              | наратор                    | документарни филм                                        | [ 94 ]          |
| 2017.  | Little Door Gods                                     | наратор                    | гласовна улога (енглеска синхронизација); анимирани филм | [ 95 ]          |
| 2017.  | Доушник                                              | Катрин Грејам              |                                                          | [ 96 ]          |
| 2018.  | Мама миа! Идемо поново                               | Дона Шеридан               |                                                          | [ 97 ]          |
| 2018.  | This Changes Everything                              | себе                       | документарни филм                                        | [ 98 ]          |
| 2018.  | Повратак Мери Попинс                                 | Топси                      |                                                          | [ 99 ]          |
| 2019.  | The Laundromat                                       | Елен Мартин / Елена / себе |                                                          | [ 100 ]         |
| 2019.  | Мале жене                                            | тетка Марч                 |                                                          | [ 101 ]         |
| 2020.  | Here We Are: Notes for Living on Planet Earth        | наратор                    | гласовна улога; анимирани кратки филм                    | [ 102 ]         |
| 2020.  | Let Them All Talk                                    | Alice Hughes               |                                                          | [ 103 ]         |
| 2020.  | Матурски плес                                        | Ди Ди Ален                 |                                                          | [ 104 ]         |
| 2021.  | Не гледај горе                                       | председница Џејни Орлеан   |                                                          | [ 105 ]         |
| 2022.  | Sell/Buy/Date                                        | Н/Д                        | извршни продуцент                                        | [ 106 ] [ 107 ] |

## Телевизија
| Година     | Наслов                                       | Улога                                                        | Напомена                                        | Реф.            |
| ---------- | -------------------------------------------- | ------------------------------------------------------------ | ----------------------------------------------- | --------------- |
| 1976.      | Everybody Rides the Carousel                 | Ловер                                                        | гласовна улога; анимирани филм                  | [ 108 ]         |
| 1977.      | The Deadliest Season                         | Шерон Милер                                                  | телевизијски филм                               | [ 109 ]         |
| 1977–1979. | Great Performances                           | Едит Варни                                                   | епизода Secret Service                          | [ 109 ]         |
| 1977–1979. | Great Performances                           | Лејлах                                                       | епизода Uncommon Women and Others               | [ 109 ]         |
| 1978.      | Holocaust                                    | Инга Хелмс Вајс                                              | мини-серија; 4 епизода                          | [ 109 ]         |
| 1981.      | Kiss Me, Petruchio                           | Катерин                                                      | документарац                                    | [ 109 ]         |
| 1982.      | Alice at the Palace                          | Алис                                                         | телевизијски филм                               | [ 110 ]         |
| 1990.      | The Earth Day Special                        | забринути грађанин                                           | телевизијски специјал                           | [ 111 ]         |
| 1994.      | Симпсонови                                   | Џесика Лавџој                                                | гласовна улога; епизода Bart's Girlfriend       | [ 112 ]         |
| 1997.      | ...First Do No Harm                          | Лори Реимулер                                                | телевизијски филм; такође продуцент             | [ 49 ]          |
| 1999.      | Краљ брда                                    | тетка Есме Дотери                                            | гласовна улога; епизода A Beer Can Named Desire | [ 113 ]         |
| 2003.      | Анђели у Америци                             | Хана Пит / Етел Розенберг / Рабин / Анђео Аустралија         | мини-серија; 6 епизода                          | [ 114 ]         |
| 2003.      | Freedom: A History of US                     | Абигејл Адамс / Мери Исти / Мајка Џоунс / Маргарет Чејс Смит | документарац; 4 епизода                         | [ 114 ] [ 115 ] |
| 2007.      | Ocean Voyagers                               | наратор                                                      | документарац                                    | [ 116 ]         |
| 2010–2012. | Web Therapy                                  | Камила Бауер                                                 | гостујућа звезда; 5 епизода                     | [ 77 ]          |
| 2013.      | Makers: Women Who Make America               | наратор                                                      | документарац; 3 епизода                         | [ 117 ]         |
| 2014.      | The Roosevelts                               | Елеанор Рузвелт                                              | гласовна улога; документарац; 7 епизода         | [ 118 ]         |
| 2017.      | Five Came Back                               | наратор                                                      | документарац; 3 епизода                         | [ 119 ]         |
| 2019.      | Невине лажи                                  | Мери Луиз Рајт                                               | главна улога (сезона 2); 7 епизода              | [ 120 ]         |
| 2023.      | Extrapolations                               | Ив Ширер                                                     | епизода 2046: Whale Fall                        | [ 121 ]         |
| 2023–сада  | Само убиства у згради                        | Лорета Дуркин                                                | специјални гост (сезонаs 3–4); 9 епизода        | [ 122 ] [ 123 ] |
| 2025.      | Saturday Night Live 50th Anniversary Special | себе / Колин Рафрти Ст.                                      | телевизијски специјал                           | [ 124 ]         |

| Серије које још увек нису објављене | Означава серије које још увек нису објављене |

## Позорница
| Година     | Наслов                                           | Улога                        | Позорница                                                            | Реф.                    |
| ---------- | ------------------------------------------------ | ---------------------------- | -------------------------------------------------------------------- | ----------------------- |
| 1975.      | Trelawny of the 'Wells'                          | Мис Имоџен Парот             | Позориште Вивијан Бомонт                                             | [ 125 ]                 |
| 1976.      | A Memory of Two Mondays 27 Wagons Full of Cotton | Патриша / Флора Мејхан       | Позориште Плејхаус                                                   | [ 127 ]                 |
| 1976.      | Secret Service                                   | Едит Варни                   | Позориште Плејхаус                                                   | [ 128 ]                 |
| 1976.      | Henry V                                          | Катарина                     | Позориште Делакорт                                                   | [ 129 ] [ 130 ]         |
| 1976.      | Measure for Measure                              | Изабела                      | Позориште Делакорт                                                   | [ 129 ] [ 131 ] [ 132 ] |
| 1977       | The Cherry Orchard                               | Дуњаћа                       | Позориште Вивијан Бомонт                                             | [ 133 ] [ 134 ]         |
| 1977       | Happy End                                        | Потпоручница Лилијан Холидеј | Позориште Мартин Бек                                                 | [ 135 ]                 |
| 1978.      | Укроћена горопад                                 | Катарина                     | Позориште Делакорт                                                   | [ 129 ] [ 136 ]         |
| 1979.      | Taken in Marriage                                | Андреа                       | Јавно позориште Џозеф Пап и позориште Њумен                          | [ 129 ] [ 137 ]         |
| 1980–1981. | Alice in Concert                                 | Алис                         | Јавно позориште Џозеф Пап и позориште Њумен                          | [ 129 ] [ 138 ]         |
| 2001.      | The Seagull                                      | Аркадина                     | Позориште Делакорт                                                   | [ 139 ]                 |
| 2004.      | Bridge and Tunnel                                | Н/Д                          | продуцент; позоришта на улици 45 Бликер и позориште на Бликер стриту | [ 129 ] [ 140 ]         |
| 2006.      | Mother Courage and Her Children                  | мајка Храброст               | Позориште Делакорт                                                   | [ 141 ]                 |